# Curgies
Curgies ist eine französische Gemeinde im Département Nord in der Region Hauts-de-France. Sie gehört zum Kanton Marly im Arrondissement Valenciennes.

## Geografie
Die Gemeinde Curgies liegt vier Kilometer südöstlich der Innenstadt von Valenciennes und vier Kilometer westlich der Grenze zu Belgien. Sie grenzt im Norden an Estreux, im Nordosten an Sebourg, im Südosten an Jenlain, im Süden an Villers-Pol, im Südwesten an Préseau und im Nordwesten an Saultain.
Durch das Gemeindegebiet von Curgies führt die autobahnartig ausgebaute D649 (ehemalige RN 45) von Valenciennes nach Maubeuge.

## Bevölkerungsentwicklung
| Jahr                       | 1962 | 1968 | 1975 | 1982 | 1990 | 1999 | 2008 | 2013 | 2020 |
| Einwohner                  | 1015 | 961  | 945  | 1012 | 1163 | 1192 | 1128 | 1126 | 1348 |
| Quellen: Cassini und INSEE |      |      |      |      |      |      |      |      |      |

## Sehenswürdigkeiten
- Kirche Unsere Liebe Frau der Unbefleckten Empfängnis, 1616 errichtet und 1751 rekonstruiert
- Kapelle St. Rita
- Oratorium
- Gefallenendenkmal
- Schloss, erbaut im 18./19. Jahrhundert

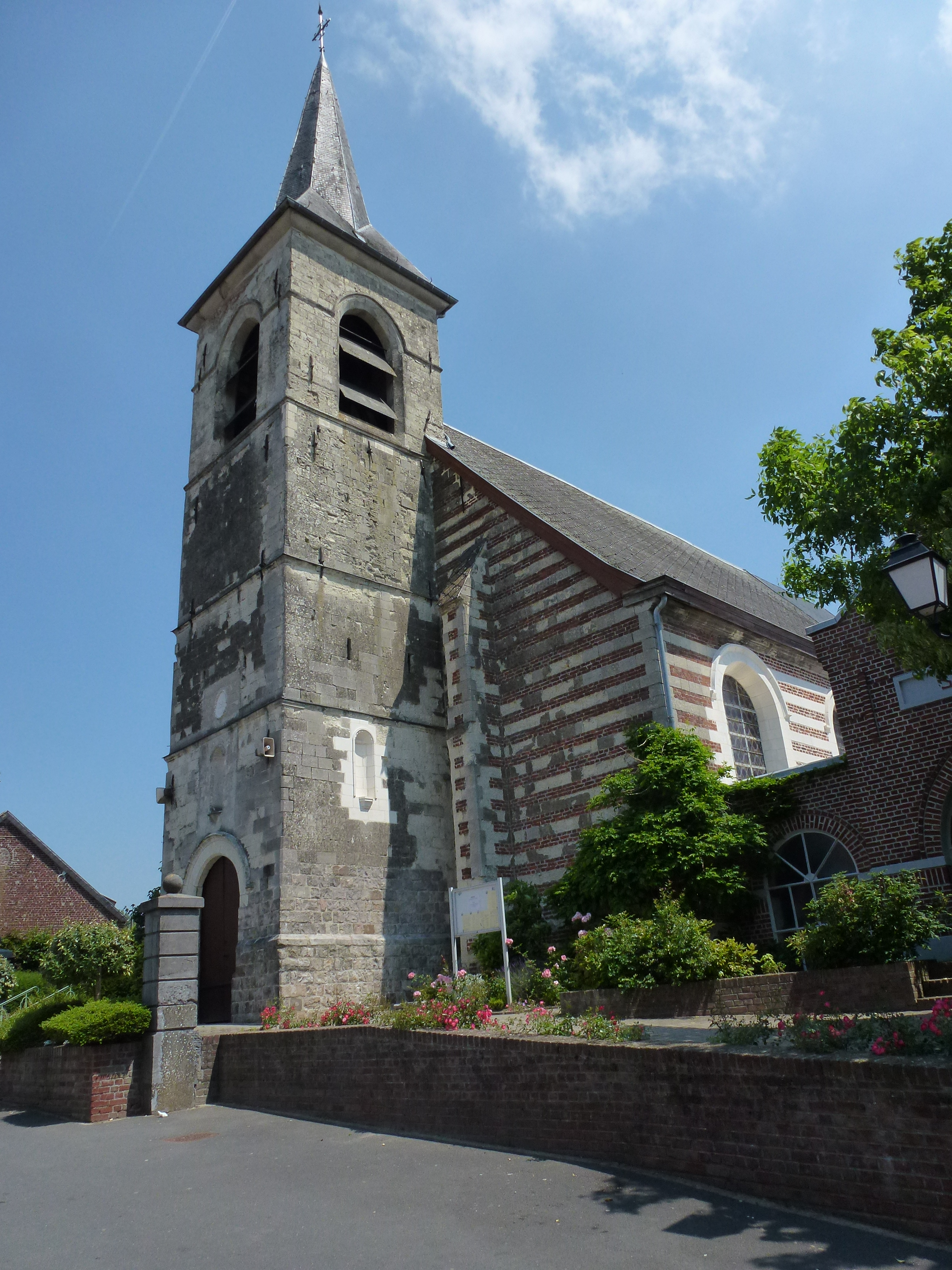
Kirche Unsere Liebe Frau der Unbefleckten Empfängnis
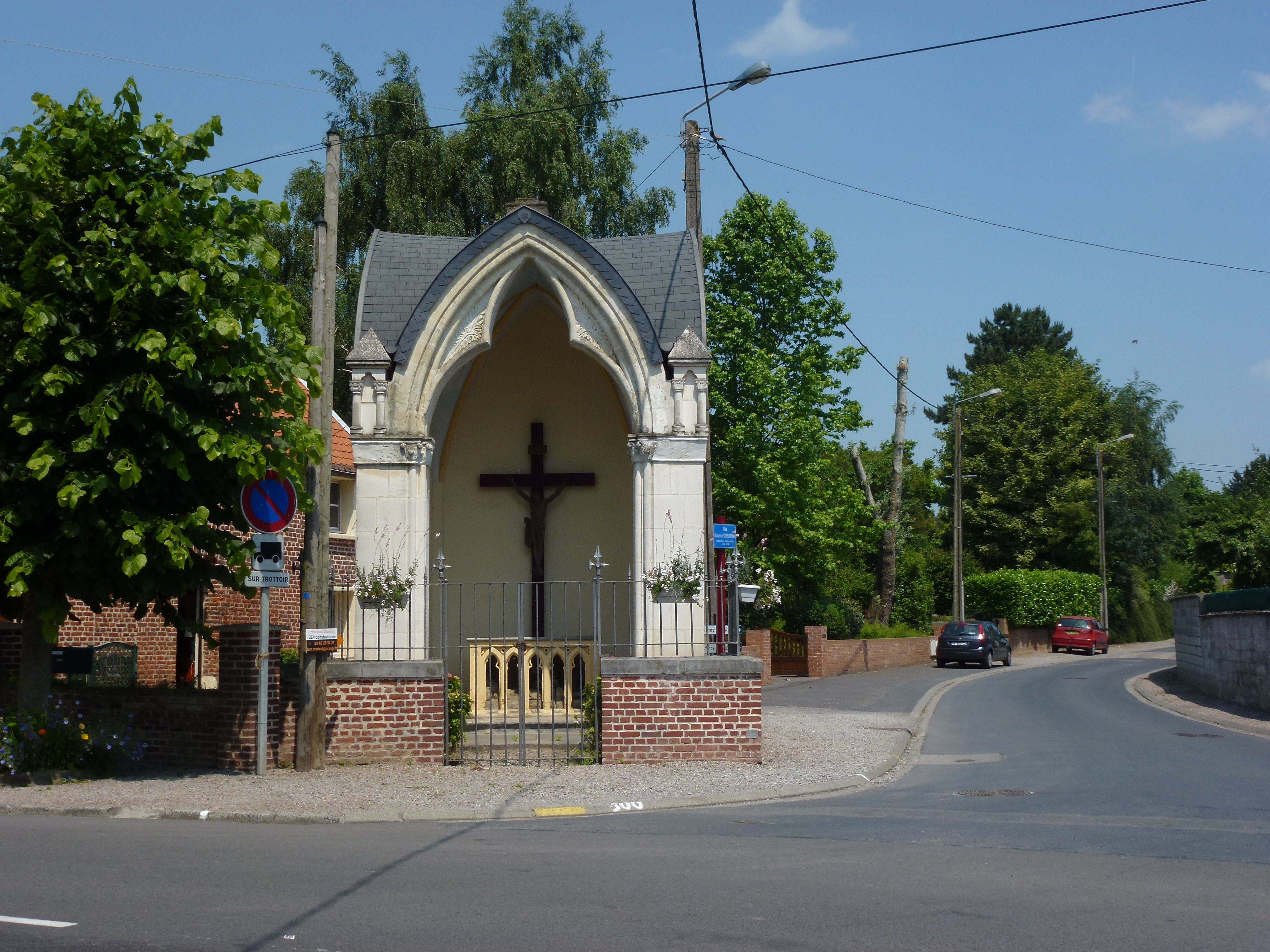
Oratorium
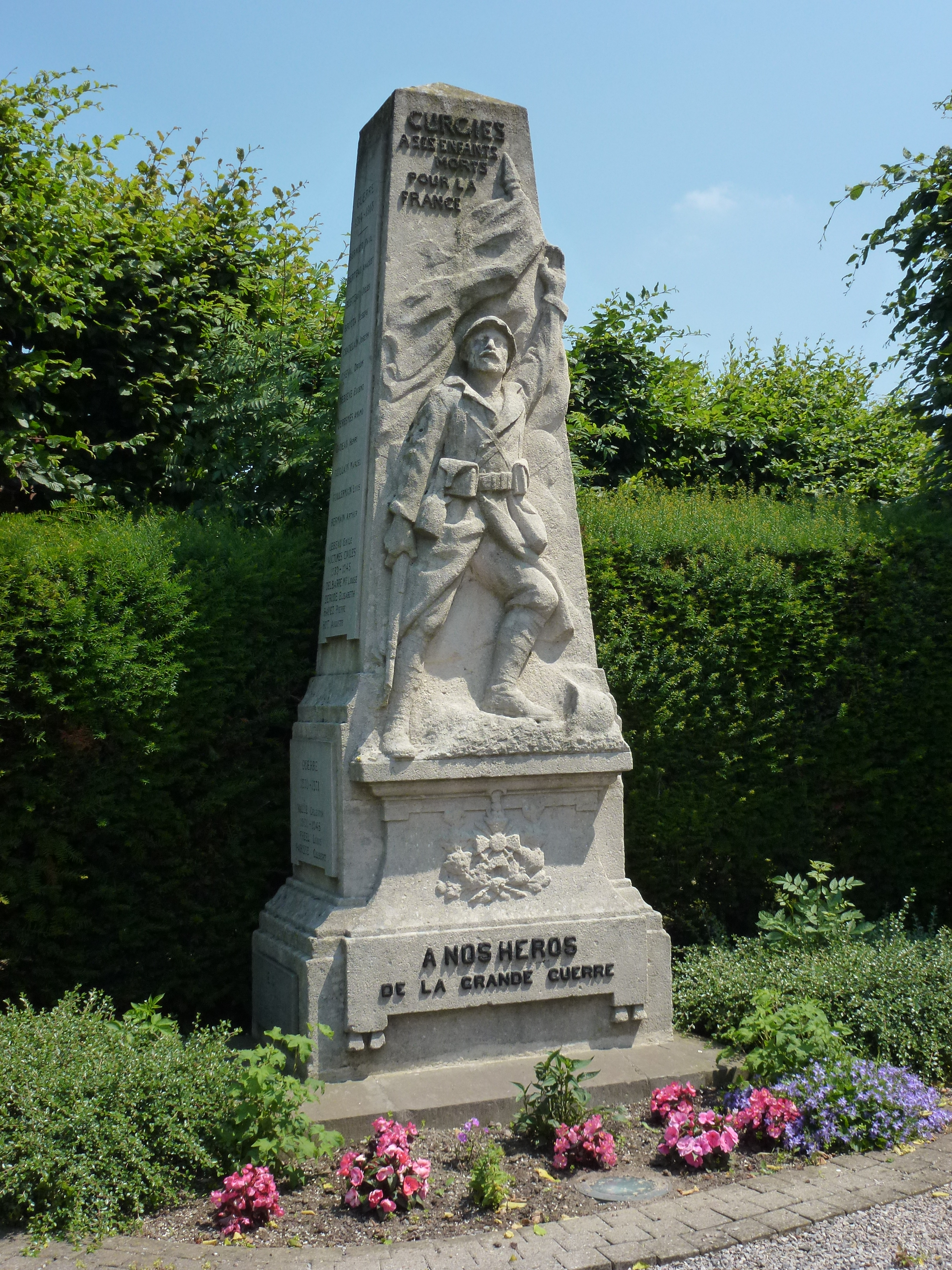
Gefallenendenkmal